# Liste der Bodendenkmäler in Lauf an der Pegnitz
Auf dieser Seite sind die Bodendenkmäler in der mittelfränkischen Stadt Lauf an der Pegnitz zusammengestellt. Diese Tabelle ist eine Teilliste der Liste der Bodendenkmäler in Bayern. Grundlage ist die Bayerische Denkmalliste, die auf Basis des Bayerischen Denkmalschutzgesetzes vom 1. Oktober 1973 erstmals erstellt wurde und seither durch das Bayerische Landesamt für Denkmalpflege geführt wird. Die folgenden Angaben ersetzen nicht die rechtsverbindliche Auskunft der Denkmalschutzbehörde.

Mit dem Stand vom 18. Oktober 2018 sind 83 Bodendenkmäler von Lauf an der Pegnitz in der Bayerischen Denkmalliste eingetragen.

## Bodendenkmäler der Gemeinde Lauf an der Pegnitz

### Beerbach
| Lage                                    | Objekt | Akten-Nr.     | Bild |
| --------------------------------------- | --- | ------------- | ---- |
| Beerbach Lauf an der Pegnitz (Standort) | Siedlung der Urnenfelderzeit.                                                                                   | D-5-6433-0085 |      |
| Beerbach Lauf an der Pegnitz (Standort) | Freilandstation des Mesolithikums.                                                                              | D-5-6433-0086 |      |
| Beerbach Lauf an der Pegnitz (Standort) | Freilandstation des Mesolithikums.                                                                              | D-5-6433-0087 |      |
| Beerbach Lauf an der Pegnitz (Standort) | Siedlung des Neolithikums und der Urnenfelderzeit.                                                              | D-5-6433-0088 |      |
| Beerbach Lauf an der Pegnitz (Standort) | Siedlung vorgeschichtlicher Zeitstellung.                                                                       | D-5-6433-0089 |      |
| Beerbach Lauf an der Pegnitz (Standort) | Siedlung vorgeschichtlicher Zeitstellung.                                                                       | D-5-6433-0090 |      |
| Beerbach Lauf an der Pegnitz (Standort) | Mittelalterliche und frühneuzeitliche Befunde im Bereich der Evangelisch-Lutherischen Pfarrkirche St. Nikolaus. | D-5-6433-0203 |      |
| Beerbach Lauf an der Pegnitz (Standort) | Mittelalterliche Turmhügelburg.                                                                                 | D-5-6433-0235 |      |

### Bullach
| Lage                                   | Objekt                                             | Akten-Nr.     | Bild |
| -------------------------------------- | -------------------------------------------------- | ------------- | ---- |
| Bullach Lauf an der Pegnitz (Standort) | Siedlung vorgeschichtlicher Zeitstellung.          | D-5-6433-0091 |      |
| Bullach Lauf an der Pegnitz (Standort) | Siedlung vorgeschichtlicher Zeitstellung.          | D-5-6433-0092 |      |
| Bullach Lauf an der Pegnitz (Standort) | Siedlung des Neolithikums und der Urnenfelderzeit. | D-5-6433-0093 |      |

### Dehnberg
| Lage                                    | Objekt                                                                                 | Akten-Nr.     | Bild |
| --------------------------------------- | -------------------------------------------------------------------------------------- | ------------- | ---- |
| Dehnberg Lauf an der Pegnitz (Standort) | Grabhügel vorgeschichtlicher Zeitstellung.                                             | D-5-6433-0096 |      |
| Dehnberg Lauf an der Pegnitz (Standort) | Grabhügel der Urnenfelderzeit.                                                         | D-5-6433-0097 |      |
| Dehnberg Lauf an der Pegnitz (Standort) | Grabhügel vorgeschichtlicher Zeitstellung.                                             | D-5-6433-0098 |      |
| Dehnberg Lauf an der Pegnitz (Standort) | Hochmittelalterlicher Turmhügel.                                                       | D-5-6433-0207 |      |
| Dehnberg Lauf an der Pegnitz (Standort) | Mittelalterlicher Vorgängerbau der Evangelisch-Lutherischen Filialkirche St. Nikolaus. | D-5-6433-0208 |      |

### Günthersbühl
| Lage                                                              | Objekt                                                 | Akten-Nr.     | Bild |
| ----------------------------------------------------------------- | ------------------------------------------------------ | ------------- | ---- |
| Günthersbühl Lauf an der Pegnitz (Standort)                       | Mittelalterlicher Burgstall.                           | D-5-6433-0099 |      |
| Günthersbühl Lauf an der Pegnitz (Standort)                       | Abschnittsbefestigung vorgeschichtlicher Zeitstellung. | D-5-6433-0100 |      |
| Günthersbühl Lauf an der Pegnitz (Standort)                       | Abschnittsbefestigung vorgeschichtlicher Zeitstellung. | D-5-6433-0101 |      |
| Günthersbühl Lauf an der Pegnitz, Günthersbühler Forst (Standort) | Siedlung der Hallstattzeit.                            | D-5-6433-0104 |      |
| Günthersbühl Lauf an der Pegnitz (Standort)                       | Frühneuzeitlicher Herrensitz.                          | D-5-6433-0213 |      |
| Günthersbühl Lauf an der Pegnitz (Standort)                       | Herrensitz der frühen Neuzeit.                         | D-5-6433-0236 |      |
| Günthersbühl Lauf a.d.Pegnitz (Standort)                          | Vogelherd der frühen Neuzeit.                          | D-5-6433-0272 |      |

### Heuchling
| Lage                                     | Objekt                                                  | Akten-Nr.     | Bild |
| ---------------------------------------- | ------------------------------------------------------- | ------------- | ---- |
| Heuchling Lauf an der Pegnitz (Standort) | Befestigung vorgeschichtlicher Zeitstellung.            | D-5-6433-0107 |      |
| Heuchling Lauf an der Pegnitz (Standort) | Siedlung der späten Bronzezeit.                         | D-5-6433-0109 |      |
| Heuchling Lauf an der Pegnitz (Standort) | Siedlung vorgeschichtlicher Zeitstellung.               | D-5-6433-0214 |      |
| Heuchling Lauf an der Pegnitz (Standort) | Spätmittelalterlicher und frühneuzeitlicher Herrensitz. | D-5-6433-0215 |      |

### Lauf a.d.Pegnitz
| Lage                                            | Objekt | Akten-Nr.     | Bild           |
| ----------------------------------------------- | --- | ------------- | -------------- |
| Lauf a.d.Pegnitz Lauf an der Pegnitz (Standort) | Mittelalterliche Kaiserburg. Siehe auch: Wenzelschloss | D-5-6433-0069 | weitere Bilder |
| Lauf a.d.Pegnitz Lauf an der Pegnitz (Standort) | Siedlung vorgeschichtlicher Zeitstellung. | D-5-6433-0073 |                |
| Lauf a.d.Pegnitz Lauf an der Pegnitz (Standort) | Siedlung der späten Bronzezeit und frühen Urnenfelderzeit.                                                                                                   | D-5-6433-0074 |                |
| Lauf a.d.Pegnitz Lauf an der Pegnitz (Standort) | Körpergräber des Mittelalters. | D-5-6433-0195 |                |
| Lauf a.d.Pegnitz Lauf an der Pegnitz (Standort) | Mittelalterliche und frühneuzeitliche Befunde im Bereich der Evangelisch-Lutherischen Pfarrkirche St. Johannis.                                              | D-5-6433-0196 | weitere Bilder |
| Lauf a.d.Pegnitz Lauf an der Pegnitz (Standort) | Spätmittelalterliche und frühneuzeitliche Befunde im Bereich der ehemalige Spitalkirche St. Leonhard.                                                        | D-5-6433-0197 | weitere Bilder |
| Lauf a.d.Pegnitz Lauf an der Pegnitz (Standort) | Archäologische Befunde im Bereich des Friedhofsareals mit der frühneuzeitlichen Evangelisch-Lutherischen Friedhofskapelle St. Salvator in Lauf a.d. Pegnitz. | D-5-6433-0198 |                |
| Lauf a.d.Pegnitz Lauf an der Pegnitz (Standort) | Spätmittelalterliche und frühneuzeitliche Befunde im Bereich der Evangelisch-Lutherischen Kapelle St. Kunigunde.                                             | D-5-6433-0199 | D-5-6433-0199  |
| Lauf a.d.Pegnitz Lauf an der Pegnitz (Standort) | Spätmittelalterliche und frühneuzeitliche Stadtbefestigung von Lauf a. d. Pegnitz.                                                                           | D-5-6433-0200 |                |
| Lauf a.d.Pegnitz Lauf an der Pegnitz (Standort) | Befestigte mittelalterliche und frühneuzeitliche Altstadt von Lauf a.d.Pegnitz.                                                                              | D-5-6433-0201 |                |
| Lauf a.d.Pegnitz Lauf an der Pegnitz (Standort) | Spätmittelalterliche und frühneuzeitliche Vororte von Lauf a.d.Pegnitz.                                                                                      | D-5-6433-0202 |                |

### Neunhof
| Lage                                   | Objekt | Akten-Nr.     | Bild          |
| -------------------------------------- | --- | ------------- | ------------- |
| Neunhof Lauf an der Pegnitz (Standort) | Siedlung des Neolithikums und der Hallstattzeit.                                                                   | D-5-6433-0115 |               |
| Neunhof Lauf an der Pegnitz (Standort) | Siedlung vorgeschichtlicher Zeitstellung.                                                                          | D-5-6433-0116 |               |
| Neunhof Lauf an der Pegnitz (Standort) | Siedlung der Hallstattzeit.                                                                                        | D-5-6433-0117 |               |
| Neunhof Lauf an der Pegnitz (Standort) | Spätmittelalterliche und frühneuzeitliche Befunde im Bereich der Evangelisch-Lutherischen Kirche St. Johannes d.T. | D-5-6433-0217 | D-5-6433-0217 |
| Neunhof Lauf an der Pegnitz (Standort) | Frühneuzeitliches Schloss.                                                                                         | D-5-6433-0218 |               |
| Neunhof Lauf an der Pegnitz (Standort) | Frühneuzeitliches Schloss.                                                                                         | D-5-6433-0219 |               |
| Neunhof Lauf an der Pegnitz (Standort) | Mittelalterliche Burg und frühneuzeitliches Schloss.                                                               | D-5-6433-0220 |               |
| Neunhof Lauf a.d.Pegnitz (Standort)    | Jagdliche Anlagen (Vogelherde) der frühen Neuzeit.                                                                 | D-5-6433-0273 |               |

### Oedenberg
| Lage                                     | Objekt                                              | Akten-Nr.     | Bild |
| ---------------------------------------- | --------------------------------------------------- | ------------- | ---- |
| Oedenberg Lauf an der Pegnitz (Standort) | Herrensitz des Mittelalters und der frühen Neuzeit. | D-5-6433-0222 |      |

### Schönberg
| Lage                                     | Objekt                                                              | Akten-Nr.     | Bild |
| ---------------------------------------- | ------------------------------------------------------------------- | ------------- | ---- |
| Ottensoos Lauf an der Pegnitz (Standort) | Siedlung vorgeschichtlicher Zeitstellung.                           | D-5-6533-0063 |      |
| Schönberg Lauf an der Pegnitz (Standort) | Siedlung vorgeschichtlicher Zeitstellung.                           | D-5-6533-0013 |      |
| Schönberg Lauf an der Pegnitz (Standort) | Siedlung vorgeschichtlicher Zeitstellung.                           | D-5-6533-0014 |      |
| Schönberg Lauf an der Pegnitz (Standort) | Siedlung der Urnenfelderzeit.                                       | D-5-6533-0015 |      |
| Schönberg Lauf an der Pegnitz (Standort) | Siedlung der späten Hallstattzeit.                                  | D-5-6533-0016 |      |
| Schönberg Lauf an der Pegnitz (Standort) | Siedlung vorgeschichtlicher Zeitstellung.                           | D-5-6533-0017 |      |
| Lauf an der Pegnitz (Standort)           | Siedlung der Urnenfelderzeit.                                       | D-5-6533-0018 |      |
| Schönberg Lauf an der Pegnitz (Standort) | Siedlung der Urnenfelderzeit.                                       | D-5-6533-0019 |      |
| Schönberg Lauf an der Pegnitz (Standort) | Siedlung vorgeschichtlicher Zeitstellung.                           | D-5-6533-0020 |      |
| Schönberg Lauf an der Pegnitz (Standort) | Siedlung der Urnenfelder-, Hallstatt- und späten Latènezeit.        | D-5-6533-0021 |      |
| Schönberg Lauf an der Pegnitz (Standort) | Siedlung der Urnenfelder- und Latènezeit.                           | D-5-6533-0022 |      |
| Schönberg Lauf an der Pegnitz (Standort) | Siedlung vorgeschichtlicher Zeitstellung.                           | D-5-6533-0023 |      |
| Schönberg Lauf an der Pegnitz (Standort) | Siedlung vorgeschichtlicher Zeitstellung.                           | D-5-6533-0025 |      |
| Schönberg Lauf an der Pegnitz (Standort) | Siedlung vorgeschichtlicher Zeitstellung und der späten Latènezeit. | D-5-6533-0026 |      |
| Schönberg Lauf an der Pegnitz (Standort) | Grabhügel der Urnenfelder- und Hallstattzeit.                       | D-5-6533-0027 |      |
| Schönberg Lauf an der Pegnitz (Standort) | Siedlung der Urnenfelderzeit .                                      | D-5-6533-0164 |      |
| Schönberg Lauf an der Pegnitz (Standort) | Mittelalterliche Burg.                                              | D-5-6533-0167 |      |

### Simonshofen
| Lage                                       | Objekt                                     | Akten-Nr.     | Bild |
| ------------------------------------------ | ------------------------------------------ | ------------- | ---- |
| Simonshofen Lauf an der Pegnitz (Standort) | Mittelalterlicher Turmhügel.               | D-5-6433-0122 |      |
| Simonshofen Lauf an der Pegnitz (Standort) | Grabhügel vorgeschichtlicher Zeitstellung. | D-5-6433-0123 |      |
| Simonshofen Lauf an der Pegnitz (Standort) | Grabhügel vorgeschichtlicher Zeitstellung. | D-5-6433-0124 |      |
| Simonshofen Lauf an der Pegnitz (Standort) | Siedlung vorgeschichtlicher Zeitstellung.  | D-5-6433-0127 |      |
| Simonshofen Lauf an der Pegnitz (Standort) | Grabhügel der Hallstattzeit.               | D-5-6433-0184 |      |
| Simonshofen Lauf an der Pegnitz (Standort) | Grabhügel vorgeschichtlicher Zeitstellung  | D-5-6433-0185 |      |

### Veldershof
| Lage                                      | Objekt                         | Akten-Nr.     | Bild |
| ----------------------------------------- | ------------------------------ | ------------- | ---- |
| Veldershof Lauf an der Pegnitz (Standort) | Herrensitz der frühen Neuzeit. | D-5-6433-0237 |      |

### Weigenhofen
| Lage                                       | Objekt                                                        | Akten-Nr.     | Bild |
| ------------------------------------------ | ------------------------------------------------------------- | ------------- | ---- |
| Weigenhofen Lauf an der Pegnitz (Standort) | Grabhügel vorgeschichtlicher Zeitstellung.                    | D-5-6533-0031 |      |
| Weigenhofen Lauf an der Pegnitz (Standort) | Siedlung der Bronzezeit und Urnenfelderzeit.                  | D-5-6533-0032 |      |
| Weigenhofen Lauf an der Pegnitz (Standort) | Siedlung der Urnenfelder-, Späthallstatt- und Frühlatènezeit. | D-5-6533-0033 |      |
| Weigenhofen Lauf an der Pegnitz (Standort) | Siedlung der Urnenfelder- und Latènezeit.                     | D-5-6533-0034 |      |
| Weigenhofen Lauf an der Pegnitz (Standort) | Siedlung der Urnenfelder-, Hallstatt- und Frühlatènezeit.     | D-5-6533-0035 |      |
| Weigenhofen Lauf an der Pegnitz (Standort) | Siedlung vorgeschichtlicher Zeitstellung.                     | D-5-6533-0036 |      |
| Weigenhofen Lauf an der Pegnitz (Standort) | Siedlung der Urnenfelder- und Hallstattzeit.                  | D-5-6533-0037 |      |
| Weigenhofen Lauf an der Pegnitz (Standort) | Siedlung der Urnenfelderzeit.                                 | D-5-6533-0038 |      |
| Weigenhofen Lauf an der Pegnitz (Standort) | Siedlung vorgeschichtlicher Zeitstellung.                     | D-5-6533-0040 |      |
| Weigenhofen Lauf an der Pegnitz (Standort) | Siedlung vorgeschichtlicher Zeitstellung.                     | D-5-6533-0165 |      |
| Weigenhofen Lauf an der Pegnitz (Standort) | Siedlung vorgeschichtlicher Zeitstellung.                     | D-5-6534-0121 |      |

### Wetzendorf
| Lage                                      | Objekt                                                          | Akten-Nr.     | Bild |
| ----------------------------------------- | --------------------------------------------------------------- | ------------- | ---- |
| Wetzendorf Lauf an der Pegnitz (Standort) | Siedlung des Neolithikums sowie der Spätbronze- und Latènezeit. | D-5-6533-0043 |      |
| Wetzendorf Lauf an der Pegnitz (Standort) | Siedlung der Hallstattzeit.                                     | D-5-6533-0078 |      |
| Wetzendorf Lauf an der Pegnitz (Standort) | Herrensitz des späten Mittelalters und der frühen Neuzeit.      | D-5-6533-0177 |      |